# Coup de poing retourné
Le coup de poing retourné (en anglais : spinning back-fist) est, en boxe, un coup de poing réalisé avec un tour complet sur soi-même. C'est un acte très efficace lorsqu'il atteint sa cible et il est interdit dans certaines boxes pieds-poings de compétition.